# Momaea
Momaea is een geslacht van kevers uit de familie bladkevers (Chrysomelidae).
De wetenschappelijke naam van het geslacht werd in 1865 gepubliceerd door Joseph Sugar Baly.

## Soorten
- Momaea costatipennis Jacoby, 1894
- Momaea distincta Mohamedsaid, 1999
- Momaea eximia (Blackburn, 1896)
- Momaea flavomarginata Jacoby, 1886
- Momaea gracilis Duvivier, 1884
- Momaea rugipennis (Jacoby, 1893)
- Momaea viridipennis (Baly, 1865)